# Les Secrets de la mer Rouge (film)
Pour la série télévisée, voir Les Secrets de la mer Rouge (série télévisée).
Pour plus de détails, voir Fiche technique et Distribution.
Les Secrets de la mer Rouge est un film français en noir et blanc réalisé par Richard Pottier, sorti au cinéma en 1937.
Il s'agit d'une adaptation du récit autobiographique de Henry de Monfreid, publié en 1931.

## Fiche technique
- Titre : Les Secrets de la mer Rouge
- Réalisateur : Richard Pottier
- Assistant-réalisateur : Gilles Grangier
- Scénario : Joseph Kessel, René Pujol et Carlo Rim, d'après le récit autobiographique de Henry de Monfreid (1931)
- Dialogues : Carlo Rim
- Photographie : Jean Bachelet
- Montage : Pierre Méguérian
- Musique : Fred Mélé et Jean Yatove
- Décors : Lucien Aguettand
- Son : Robert Sanlaville et Paul Planson
- Société de production : P.S.B. Films
- Pays de production :  France
- Format : noir et blanc - 1,37:1 - 35 mm - son : mono
- Genre : Film d'aventure
- Durée : 87 minutes (1 h 27)
- Dates de sortie :
  - France : 8 septembre 1937

## Distribution
(par ordre alphabétique)
- Gaby Basset : Anita
- Harry Baur : Saïd Aly
- Habib Benglia : Araba
- Auguste Boverio : Kamès
- Charles Dechamps : Schouchana
- Édouard Delmont : Soliman
- Slim Driga : Ismaël
- Maximilienne : une Anglaise
- Teddy Michaud
- Alexandre Mihalesco : Nadir
- Georges Paulais : Le cheik Issa
- Raymond Segard : Sélim
- Tela Tchaï : Sultana